# U20-as jégkorong-világbajnokok listája
Az U20-as jégkorong-világbajnokságot 1974-ben rendezték meg először, de mint nem hivatalos torna és a következő két torna is az volt. 1977-től hivatalosan a Nemzetközi Jégkorongszövetség rendezi meg. Minden év karácsonya után kezdődik és január első napjaiban ér véget.

## Világbajnokok

### Nem hivatalos világbajnokok
| Év   | Aranyérem   | Ezüstérem  | Bronzérem     | Rendező város(ok) | Rendező ország |
| ---- | ----------- | ---------- | ------------- | ----------------- | -------------- |
| 1974 | Szovjetunió | Finnország | Kanada        | Leningrád         | Szovjetunió    |
| 1975 | Szovjetunió | Kanada     | Svédország    | Winnipeg          | Kanada         |
| 1976 | Szovjetunió | Kanada     | Csehszlovákia | Tampere           | Finnország     |

### Hivatalos világbajnokok
| Év   | Aranyérem             | Ezüstérem            | Bronzérem            | Rendező város(ok)                | Rendező ország            |
| ---- | --------------------- | -------------------- | -------------------- | -------------------------------- | ------------------------- |
| 1977 | Szovjetunió (1)       | Kanada (1)           | Csehszlovákia (1)    | Besztercebánya és Zólyom         | Csehszlovákia             |
| 1978 | Szovjetunió (2)       | Svédország (1)       | Kanada (1)           | Montréal                         | Kanada                    |
| 1979 | Szovjetunió (3)       | Csehszlovákia (1)    | Svédország (1)       | Karlstad és Karlskoga            | Svédország                |
| 1980 | Szovjetunió (4)       | Finnország (1)       | Svédország (2)       | Helsinki                         | Finnország                |
| 1981 | Svédország (1)        | Finnország (2)       | Szovjetunió (1)      | Füssen                           | NSZK                      |
| 1982 | Kanada (1)            | Csehszlovákia (2)    | Finnország (1)       | Minneapolis                      | Amerikai Egyesült Államok |
| 1983 | Szovjetunió (5)       | Csehszlovákia (3)    | Kanada (2)           | Leningrád                        | Szovjetunió               |
| 1984 | Szovjetunió (6)       | Finnország (3)       | Csehszlovákia (2)    | Norrköping és Nyköping           | Svédország                |
| 1985 | Kanada (2)            | Csehszlovákia (3)    | Szovjetunió (2)      | Helsinki és Turku                | Finnország                |
| 1986 | Szovjetunió (7)       | Kanada (2)           | Egyesült Államok (1) | Hamilton                         | Kanada                    |
| 1987 | Finnország (1)        | Csehszlovákia (5)    | Svédország (3)       | Pöstyén                          | Csehszlovákia             |
| 1988 | Kanada (3)            | Szovjetunió (1)      | Finnország (2)       | Moszkva                          | Szovjetunió               |
| 1989 | Szovjetunió (8)       | Svédország (2)       | Csehszlovákia (3)    | Anchorage                        | Amerikai Egyesült Államok |
| 1990 | Kanada (4)            | Szovjetunió (2)      | Csehszlovákia (4)    | Helsinki és Turku                | Finnország                |
| 1991 | Kanada (5)            | Szovjetunió (3)      | Csehszlovákia (5)    | Saskatoon                        | Kanada                    |
| 1992 | Egyesített Csapat (1) | Svédország (3)       | Egyesült Államok (2) | Füssen és Kaufbeuren             | Németország               |
| 1993 | Kanada (6)            | Svédország (4)       | Csehszlovákia (6)    | Gävle                            | Svédország                |
| 1994 | Kanada (7)            | Svédország (5)       | Oroszország (1)      | Ostrava és Frýdek-Místek         | Csehország                |
| 1995 | Kanada (8)            | Oroszország (1)      | Svédország (4)       | Red Deer                         | Kanada                    |
| 1996 | Kanada (9)            | Svédország (6)       | Oroszország (2)      | Boston                           | Amerikai Egyesült Államok |
| 1997 | Kanada (10)           | Egyesült Államok (1) | Oroszország (3)      | Genf és Morges                   | Svájc                     |
| 1998 | Finnország (2)        | Oroszország (2)      | Svájc (1)            | Helsinki és Hämeenlinna          | Finnország                |
| 1999 | Oroszország (1)       | Kanada (3)           | Szlovákia (1)        | Winnipeg és Brandon              | Kanada                    |
| 2000 | Csehország (1)        | Oroszország (3)      | Kanada (3)           | Skellefteå és Umeå               | Svédország                |
| 2001 | Csehország (2)        | Finnország (4)       | Kanada (4)           | Moszkva és Podolszk              | Oroszország               |
| 2002 | Oroszország (2)       | Kanada (4)           | Finnország (3)       | Pardubice és Hradec Králové      | Csehország                |
| 2003 | Oroszország (3)       | Kanada (5)           | Finnország (4)       | Halifax és Sydney                | Kanada                    |
| 2004 | Egyesült Államok (1)  | Kanada (6)           | Finnország (5)       | Helsinki és Hämeenlinna          | Finnország                |
| 2005 | Kanada (11)           | Oroszország (4)      | Csehország (1)       | Grand Forks és Thief River Falls | Amerikai Egyesült Államok |
| 2006 | Kanada (12)           | Oroszország (5)      | Finnország (6)       | Vancouver, Kelowna és Kamloops   | Kanada                    |
| 2007 | Kanada (13)           | Oroszország (6)      | Egyesült Államok (3) | Leksand és Mora                  | Svédország                |
| 2008 | Kanada (14)           | Svédország (7)       | Oroszország (4)      | Pardubice és Liberec             | Csehország                |
| 2009 | Kanada (15)           | Svédország (8)       | Oroszország (5)      | Ottawa                           | Kanada                    |
| 2010 | Egyesült Államok (2)  | Kanada (7)           | Svédország (5)       | Saskatoon és Regina              | Kanada                    |
| 2011 | Oroszország (4)       | Kanada (8)           | Egyesült Államok (4) | Buffalo és Lewiston              | Amerikai Egyesült Államok |
| 2012 | Svédország (2)        | Oroszország (7)      | Kanada (5)           | Calgary és Edmonton              | Kanada                    |
| 2013 | Egyesült Államok (3)  | Svédország (9)       | Oroszország (6)      | Ufa                              | Oroszország               |
| 2014 | Finnország (3)        | Svédország (10)      | Oroszország (7)      | Malmö                            | Svédország                |
| 2015 | Kanada (16)           | Oroszország (8)      | Szlovákia (2)        | Toronto és Montréal              | Kanada                    |
| 2016 | Finnország (4)        | Oroszország (9)      | Egyesült Államok (5) | Helsinki                         | Finnország                |
| 2017 | Egyesült Államok (4)  | Kanada (9)           | Oroszország (8)      | Montréal és Toronto              | Kanada                    |
| 2018 | Kanada (17)           | Svédország (11)      | Egyesült Államok (6) | Buffalo                          | Amerikai Egyesült Államok |
| 2019 | Finnország (5)        | Egyesült Államok (2) | Oroszország (9)      | Vancouver és Victoria            | Kanada                    |
| 2020 | Kanada (18)           | Oroszország (10)     | Svédország (6)       | Ostrava és Třinec                | Csehország                |
| 2021 | Egyesült Államok (5)  | Kanada (10)          | Finnország (7)       | Edmonton                         | Kanada                    |
| 2022 | Kanada (19)           | Finnország (5)       | Svédország (7)       | Edmonton és Red Deer             | Kanada                    |
| 2023 | Kanada (20)           | Csehország (1)       | Egyesült Államok (7) | Halifax és Moncton               | Kanada                    |
| 2024 | Egyesült Államok (6)  | Svédország (12)      | Csehország (2)       | Göteborg                         | Svédország                |
| 2025 | Egyesült Államok (7)  | Finnország (6)       | Csehország (3)       | Ottawa                           | Kanada                    |
| 2026 |                       |                      |                      | Minneapolis és Saint Paul        | Amerikai Egyesült Államok |
| 2027 |                       |                      |                      |                                  | Kanada                    |

## Éremtáblázat
| Ország                                           | Aranyérem | Ezüstérem | Bronzérem | Érmek      |  |
| ------------------------------------------------ | --------- | --------- | --------- | ---------- |  |
| Kanada                                           | 20        | 10        | 5         | 35         |  |
| Oroszország Szovjetunió Egyesített Csapat Összes | 4 8 1 13  | 10 3 0 13 | 9 2 0 11  | 23 13 1 37 |  |
| Egyesült Államok                                 | 7         | 2         | 7         | 16         |  |
| Finnország                                       | 5         | 6         | 7         | 18         |  |
| Svédország                                       | 2         | 12        | 7         | 21         |  |
| Csehország Csehszlovákia Összes                  | 2 0 2     | 1 5 6     | 3 6 9     | 6 11 17    |  |
| Szlovákia                                        | 0         | 0         | 2         | 2          |  |
| Svájc                                            | 0         | 0         | 1         | 1          |  |
|                                                  |           |           |           |            |  |
| Összesen                                         | 49        | 49        | 49        | 147        |  |